# Paul von Airoldi
Paul Freiherr von Airoldi, avstrijski general, * 20. januar 1793, Milano, † 3. julij 1882, Verona.

## Življenjepis
Med aprilom 1851 in februarjem 1853 je bil poveljnik 3. korpusa.

## Pregled vojaške kariere
Napredovanja
- generalmajor: 16. julij 1841
- podmaršal: 27. marec 1848
- Feldzeugmeister: 5. november 1864